# Ozon troposferyczny
Ozon troposferyczny (smog fotochemiczny, ozon przypowierzchniowy, ozon przygruntowy) – ozon znajdujący się w troposferze, najniższej warstwie atmosfery ziemskiej. Nazywany również "złym ozonem", ponieważ w odróżnieniu od ozonu znajdującego się w położonej wyżej stratosferze, który chroni Ziemię przed nadmiernym promieniowaniem UV, ozon troposferyczny jest toksyczny dla organizmów żywych. Gaz ten  powstaje w wyniku reakcji chemicznych pomiędzy tlenkami azotu (NOx), a niemetanowymi lotnymi związkami organicznymi (NMLZO), tlenkami węgla i metanem. Połączenie tych związków chemicznych w obecności światła słonecznego (szczególnie promieniowania ultrafioletowego) tworzy ozon.
Powstawanie ozonu troposferycznego związane jest bezpośrednio z działalnością człowieka. Choć najwyższe koncentracje tego toksycznego gazu obserwuje się w miastach, to może on nieść się wraz z wiatrem na duże odległości, docierając także do terenów niezurbanizowanych. Głównym źródłem tlenków azotu są samochody o napędzie spalinowym (szczególnie wysokoprężne silniki Diesla), ale również spalinowy sprzęt używany do pielęgnacji zieleni. Niemetanowe lotne związki organiczne (NMLZO) wydzielają się nie tylko w wyniku spalania paliw, ale w niewielkich stężeniach także jako produkt uboczny naturalnych procesów życiowych roślin. Roślinne emisje tych związków wzrastają skokowo – nawet stokrotnie w trakcie koszenia traw i łąk.
Stężenie ozonu w troposferze znacznie wzrosło od czasu rewolucji przemysłowej, ponieważ gazy NOx i LZO są produktami ubocznymi spalania paliw. Najwyższe stężenia odnotowuje się w cieplejszych miesiącach letnich, przy większym udziale światła słonecznego. W XIX wieku średnie stężenie (tzw. wartość tła) wynosiło około 10 ppb (liczba cząsteczek na miliard). Aktualnie jest ono 2,5-krotnie wyższe i wynosi około 25 ppb. W Europie to stężenie jest jeszcze wyższe i przy powierzchni ziemi szacuje się na około 30–35 ppb, natomiast w wolnej troposferze (powyżej warstwy granicznej) 40–50 ppb w zimie i 50–70 ppb latem.
Ozon w troposferze jest gazem cieplarnianym i może przyczyniać się do globalnej antropogenicznej destabilizacji klimatu.

## Źródła emisji
Ozon troposferyczny jest zanieczyszczeniem antropogenicznym. Powstaje głównie na terenach miejskich, w wyniku przemian fotochemicznych tlenków azotu (NOx), CO, CH4 i NMLZO, w obecności promieniowania słonecznego. Spaliny samochodowe, emisje przemysłowe i rozpuszczalniki chemiczne są głównymi źródłami tych prekursorów ozonu. Źródła emisji składników ozonu troposferycznego z podziałem na grupy:
- sektor energetyki i transportu (NOx);
- sektor transportu i przemysł (NMLZO);
- sektor transportu i komunalno-bytowy (CO);
- przemysł wydobywczy i dystrybucji paliw, rolnictwo (przede wszystkim uprawa ryżu i hodowla zwierząt) oraz wysypiska śmieci (CH4);
- pielęgnacja zieleni: koszenie traw i łąk (stymulacja emisji NMLZO[3])

- roślinność (NMLZO)

## Wpływ na zdrowie
Ozon przygruntowy jest szkodliwy dla zdrowia. Może powodować następujące skutki zdrowotne:
- kaszel
- podrażnienie oczu
- nasilenie objawów astmy
- wzrost wrażliwości na infekcje
- zapalenie płuc
- zmniejszenie wydajności płuc
- trwałe uszkodzenie (bliznowacenie) wyściółki płuc – po wielokrotnych stanach zapalnych spowodowanych długotrwałą ekspozycją

Najnowsze dane sugerują, że ozon może mieć również szkodliwy wpływ poprzez wywoływanie stanów zapalnych, prowadzących do chorób serca, cukrzycy i innych zaburzeń metabolicznych.
Najbardziej narażone na ozon są:
- Dzieci. Wdychają one ok. 50% więcej powietrza na kilogram masy ciała niż osoba dorosła. Układ oddechowy u dzieci jest niedojrzały morfologicznie i czynnościowo, a odporność jest słabsza. Przez to dzieci są bardziej wrażliwe na zanieczyszczenia powietrza niż dorośli. Najwyższe stężenia ozonu występują latem, kiedy dzieci spędzają większość czasu na dworze, głównie aktywnie fizycznie, przez co wdychają jeszcze więcej powietrza, a wraz z nim ozonu.
- Osoby chore na astmę. Mają przez to problemy z oddychaniem, które nasilają się jeszcze przez wdychanie ozonu.
- Osoby spędzające dużo czasu na dworze, czyli pracujące na zewnątrz budynków (np. budowlańcy) oraz uprawiające różne sporty (np. jogging). Osoby te narażone są na dłuższą ekspozycję i równocześnie intensywniejsze wdychanie powietrza.

W aglomeracjach miejskich ryzyko zdrowotne pojawia się po 1–2 godzinach ekspozycji na ozon (szczególnie osoby uprawiające aktywność fizyczną na świeżym powietrzu). Pierwszym efektem działania ozonu jest ograniczona ilość wchłanianego tlenu, przez co oddech staje się szybszy i płytszy, oraz pojawia się problem z głębokim oddychaniem.

## Zanieczyszczenie dwutlenkiem azotu (NO₂) w Polsce
W październiku i listopadzie 2019 r. w Warszawie i Krakowie przeprowadzono jak dotąd największe w kraju badanie stężeń dwutlenku azotu (NO₂) w powietrzu. W Warszawie przekroczenie norm (nierzadko ponaddwukrotne) odnotowano aż w 81 ze 121 punktów w mieście. Pomiary prowadzone były głównie blisko jezdni, w okolicy przejść dla pieszych, w miejscach, w których piesi czekają na zielone światło. Równolegle prowadzono pomiary na ulicach osiedlowych. Badanie wykazało, że nawet 50 - 100 metrów w głąb osiedli stężenia są wciąż wysokie i wynoszą nawet 35 µg/m³. Badanie przeprowadzono z inicjatywy Polskiego Alarmu Smogowego, a pobrane próbki zostały przeanalizowane w szwajcarskim laboratorium Passam AG.